# La canción secreta del mundo
La Canción Secreta del Mundo es el título de una novela escrita por el autor español José Antonio Cotrina. Fue publicada por primera vez en el 2013 por la editorial Hidra de forma impresa y más tarde, en 2015, tuvo una edición digital por Palabaristas Press.

### Sinopsis
Ariadna es una joven amnésica que únicamente recuerda los últimos cuatro años de su vida. Apareció en un orfanato en Berlín con solo la memoria de su nombre y una extraña condición a la que los médicos parecen no dar importancia: un ojo negro por completo, sin iris, ni pupila. A pesar de esto, ella lleva una vida normal con una familia adoptiva que la quiere y un novio que la hace feliz. Todo esto cambia cuando su pasado vuelve a buscarla en forma de un chico llamado Evan quien, con la esperanza de que recupere la memoria y todo vuelva a ser como antes, arrastrará a Ariadna al oscuro y sangriento mundo que se esconde entre los pliegues de nuestra realidad.

## Premios
- 2013: ganadora del premio a "La mejor novela nacional independiente" de la revista El Templo de las mil puertas[2]
- 2014: finalista al premio Ignotus en la categoría de "mejor novela nacional" [3]